# Konkoly-Thege Kálmán
Konkoly-Thege Kálmán (Komárom, 1880. március 18. – Vorden, Hollandia, 1971. augusztus 18.) magyar honvéd huszárezredes, országgyűlési képviselő.

## Élete
1880-ban született Komáromban, református vallású, s a történetét egészen a honfoglaláskorig visszavezető családban. A Magyar Királyi Honvéd Ludovika Akadémia elvégzése után, 1899-ben hadnaggyá avatták.
Az első világháborúban a marosvásárhelyi 9. huszárezred kötelékében vett részt, mint század- és osztályparancsnok, az orosz fronton két nagy lovasrohamban és több más, kisebb ütközetben is vezette századát. Egységével 1914 decemberében, a Dunajecen két híd felrobbantását is levezényelte, ugyanott számos hadifoglyot is ejtett. Bátor magatartását felettesei több kitüntetéssel ismerték el: egyebek mellett elnyerte a Katonai Érdemkeresztet és a Vaskeresztet is.
1916 júliusában, a Bruszilov-offenzívánál hadifogságba esett, ahol mint túszt és politikai foglyot halálra is ítélték, de végül megúszta a kivégzést; kényszermunkára küldték és onnan sikerült hazajutnia, két év elteltével. Rigában, diplomáciai úton cserélték ki, Kéri Pál és társai ellenében.
A politikai életbe 1926-ban kapcsolódott be, amikor is az akkori időközi országgyűlési választáson képviselővé választották a beregszászi választókerületben, az Egységes Párt programjával. Mandátumot szerzett 1935-ben és 1939-ben, mindkét alkalommal a korábbi pártjának valamelyik utódpártja – 1935-ben a Nemzeti Egység Pártja (NEP), 1939-ben a Magyar Élet Pártja (MEP) színeiben –, előbbi évben ugyancsak a beregszászi, utóbbi választáson a vásárosnaményi kerületben. Főleg katonai és társadalompolitikai kérdésekben szólalt fel; a MEP a háznagyának is megválasztotta.